# Mirosław Adamczyk (duchowny)
Mirosław Adamczyk (ur. 16 lipca 1962 w Gdańsku) – polski duchowny rzymskokatolicki, dyplomata watykański, arcybiskup, nuncjusz apostolski w Liberii, Gambii i Sierra Leone w latach 2013–2017, nuncjusz apostolski w Panamie w latach 2017–2020, nuncjusz apostolski w Argentynie od 2020.

## Życiorys
Urodził się 16 lipca 1962 w Gdańsku. Ukończył Liceum Morskie w Gdyni. W 1981 rozpoczął studia w Gdańskim Seminarium Duchownym. Święceń prezbiteratu udzielił mu 16 maja 1987 w bazylice mariackiej w Gdańsku miejscowy biskup diecezjalny Tadeusz Gocłowski. Inkardynowany został do diecezji gdańskiej. Ukończył studia z zakresu prawa kanonicznego.
W latach 1987–1989 był wikariuszem parafii św. Ignacego Loyoli w Gdańsku. W 1993 rozpoczął służbę w dyplomacji watykańskiej, pracując kolejno w nuncjaturach: na Madagaskarze (1993–1997), w Indiach (1997–1999), na Węgrzech (1999–2002), w Belgii (2002–2005), w Republice Południowej Afryki (2005–2008), w Wenezueli (od 2008). Następnie pracował w Watykanie, m.in. w Sekcji ds. Stosunków z Państwami Stolicy Apostolskiej. W 1995 otrzymał godność kapelana Jego Świątobliwości, a w 2005 honorowego prałata Jego Świątobliwości.
22 lutego 2013 papież Benedykt XVI mianował go nuncjuszem apostolskim w Liberii oraz arcybiskupem tytularnym Otriculum. Święcenia biskupie otrzymał 27 kwietnia 2013 w archikatedrze w Gdańsku-Oliwie. Udzielił mu ich kardynał Kazimierz Nycz, arcybiskup metropolita warszawski, któremu asystowali Sławoj Leszek Głódź, arcybiskup metropolita gdański, i arcybiskup Savio Hon Tai-Fai, sekretarz Kongregacji ds. Ewangelizacji Narodów. Na swoje zawołanie biskupie przyjął słowa „Spes autem non confundit” (A nadzieja zawieść nie może). 8 czerwca 2013 został równocześnie akredytowany przez papieża Franciszka nuncjuszem apostolskim w Gambii, a 21 września 2013 także w Sierra Leone. 12 sierpnia 2017 papież Franciszek przeniósł go na urząd nuncjusza apostolskiego w Panamie, a 22 lutego 2020 na urząd nuncjusza apostolskiego w Argentynie.
W 2015 konsekrował administratora apostolskiego Makeni Natale Paganellego.